# ATC A09 – Digesztívumok (beleértve az enzimeket)
Az ATC A09 – Digesztívumok (beleértve az enzimeket) a gyógyszerek anatómiai, gyógyászati és kémiai osztályozási rendszerének (ATC) egyik alcsoportja.
| ATC A   | Tápcsatorna és anyagcsere                                                      |
| ------- | ------------------------------------------------------------------------------ |
| ATC A01 | Sztomatológiai készítmények                                                    |
| ATC A02 | Gyomorsavval kapcsolatos betegségek kezelésére szolgáló szerek                 |
| ATC A03 | Funkcionális emésztőszervi rendellenességek gyógyszerei                        |
| ATC A04 | Hányáscsillapítók és émelygés elleni szerek                                    |
| ATC A05 | Epe- és májterápia                                                             |
| ATC A06 | Hashajtók                                                                      |
| ATC A07 | Hasmenésgátlók és a bél gyulladásos / fertőzéses megbetegedéseinek gyógyszerei |
| ATC A08 | Fogyasztószerek a diétás készítmények kivételével                              |
| ATC A09 | Digesztívumok, beleértve az enzimeket                                          |
| ATC A10 | Antidiabetikus terápia                                                         |
| ATC A11 | Vitaminok                                                                      |
| ATC A12 | Ásványi sók                                                                    |
| ATC A13 | Roborálószerek                                                                 |
| ATC A14 | Szisztémás anabolikumok                                                        |
| ATC A15 | Étvágyjavítók                                                                  |
| ATC A16 | A tápcsatorna és az anyagcsere egyéb gyógyszerei                               |

## A09A 	Digesztívumok, beleértve az enzimeket

### A09AA 	Enzimkészítmények
A09AA01 Diasztáz
A09AA02 Multienzimek (lipáz, proteáz, etc.)
A09AA03 Pepszin
A09AA04 Tilaktáz

### A09ABSav preparátumok
| A09AB01 | Glutaminsav hidroklorid | Glutamic acid hydrochloride | Acidum glutamicum                                                 |
| A09AB02 | Betain hidroklorid      | Betaine hydrochloride       |                                                                   |
| A09AB03 | Sósav                   | Hydrochloric acid           | Acidum hydrochloridum concentratum, Acidum hydrochloridum dilutum |
| A09AB04 | Citromsav               | Citric acid                 | Acidum citricum anhydricum, Acidum citricum monohydricum          |

### A09AC Enzim- és savkészítmények, kombinációk
A09AC01 Pepszin és sav preparátumok
A09AC02 Multienzimek és sav preparátumok